# Pedro Farfán de los Godos
Pedro Farfán de los Godos (Sevilla, Corona de Castilla, Monarquía Hispánica c. mediados del siglo XVI - San Salvador, Reino de Guatemala c. 1623) fue un español que ejerció el cargo de alcalde mayor de San Salvador desde 1614 a 1620.

## Biografía
Pedro Farfán de los Godos nació en Sevilla alrededor de mediados del siglo XVI; posteriormente, en su adultez contraería matrimonio con Jerónima de Medrano, con quien engendraría a sus hijos Pedro y Catalina Farfán.
El 26 de octubre de 1613 sería designado, por el rey Felipe III, como alcalde mayor de San Salvador; por lo que se embarcó hacia el continente americano en compañía de su esposa, hijos, seis criados, una africana y una mulata. Tomaría posesión de su cargo de alcalde mayor a principios de 1614; más adelante en 1615 solicitaría ser familiar del Santo Oficio de la Inquisición.
En el año de 1619 fue acusado de ofensas contra la iglesia y los indígenas; por lo que al no poder pagar la fianza de 2.000 tostones al receptor general de penas de cámara y gastos de justicia Martín de Solorzano, fue apresado y llevado a la prisión de la Real Audiencia de Guatemala, donde solicitaría (a través de su abogado Nicolás de Penagos) que se le enviará a guardar prisión a su casa debido a estar muy enfermo, pero dicha solicitud sería rechazada y continuaría guardando prisión en la cárcel.
El 16 de mayo de 1620 el cabildo de la ciudad de San Salvador (a través de su síndico procurador Rodrigo de Herbás Pacheco) se quejaría ante el rey, que el presidente-gobernador y capitán general de Guatemala Antonio Peraza de Ayala Castilla y Rojas conde de la Gomera y demás miembros de la real audiencia guatemalteca hacían caso omiso de los delitos de Farfán de los Godos y pedían que se le diese el debido castigo.
En 1621 la real audiencia guatemalteca lo exoneraría de sus cargos y lo liberaría de prisión, por lo que se trasladaría a vivir a San Salvador; muy probablemente fallecería por 1623, ya que en ese año el rey Felipe IV envió una real cédula al presidente-gobernador de Guatemala para que le pagase 1000 ducados a Jerónima de Medrano (viuda de Farfán de los Godos) para que con sus hijos realizara el viaje a España.